# 東京ばな奈

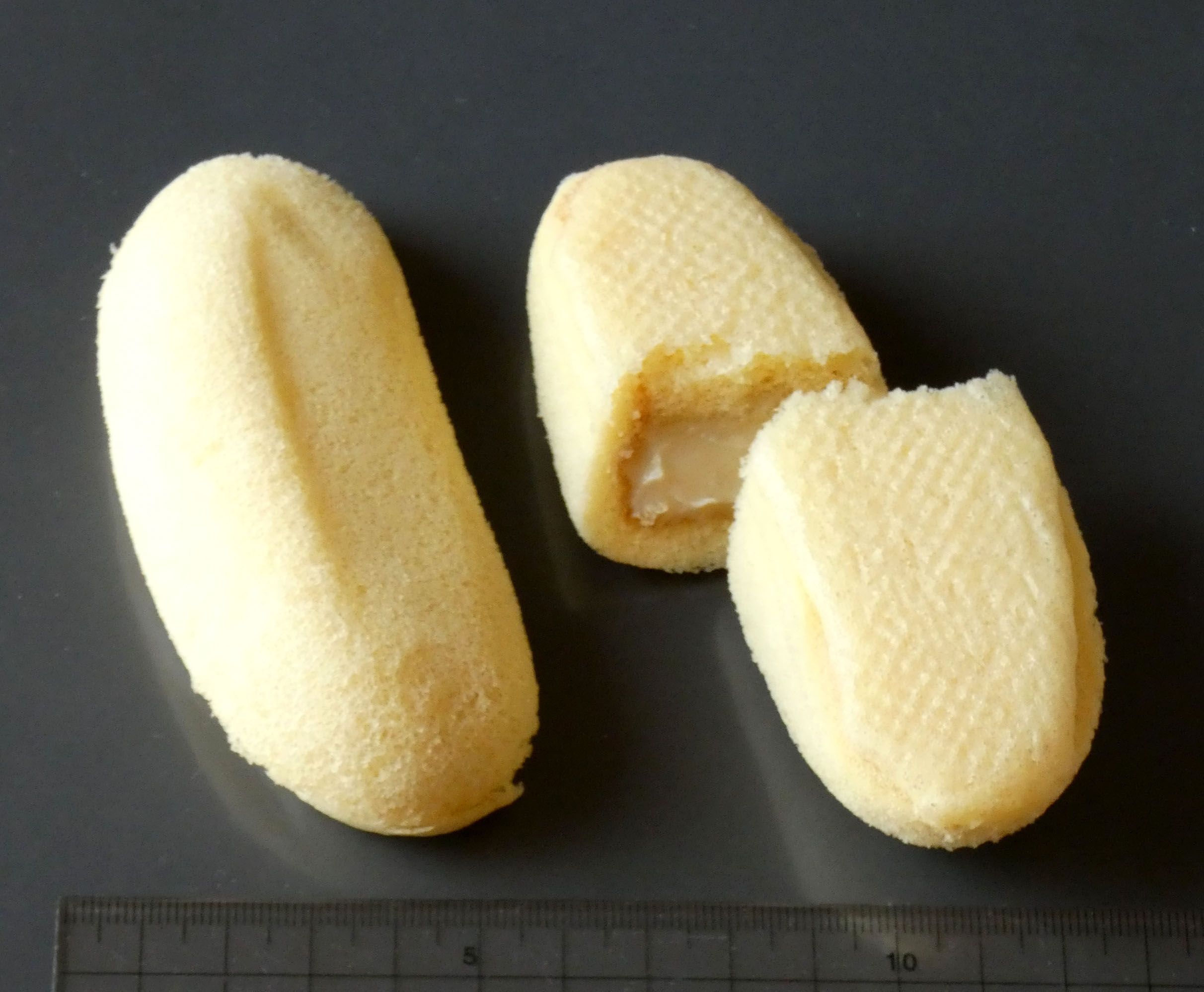
東京ばな奈「見ぃつけたっ」

東京ばな奈（とうきょうばなな）は、日本の菓子のシリーズ。株式会社グレープストーンが販売する、東京の土産菓子である。年間売上は約40億円。「東京バナナ」「東京ばなな」等の表記は誤りである。

## 概説
『東京ばな奈「見ぃつけたっ」』が1991年に発売され、その後バリエーションを増やし、それらは「東京ばな奈」として総称されている。
老若男女誰にでも喜ばれる味ということでバナナが採用された。スポンジ生地は一旦焼いてから蒸すことでソフトな食感を出し、カスタードにはバナナを裏ごしにしたバナナピューレを使い、自然なバナナの風味を生かしている。
実際の製造は、埼玉県所沢市の菓子製造機械メーカー「マスダック」の子会社、株式会社マスダック東京ばな奈ファクトリーによるOEM生産である。
2007年、2008年の日経BPコンサルティングの調べでは、『東京ばな奈「見ぃつけたっ」』が東京駅での売り上げ第1位であり、東京みやげのブランドイメージとしても「購入したことがある」「東京みやげと言って思い浮かぶ」「商品をよく目にする」の3項目で『東京ばな奈』が1位となり、「おいしそう」の項も2位となっている。
東京ばな奈以前にも、東京の土産菓子は多数あったが、商品名に「東京」を取り入れたのは、東京ばな奈が初である。テレビCMなどは打っていないが、「東京みやげに東京ばな奈」というリズミカルな呼びかけと、黄色い看板が印象となって次第に人気を高めていった。また、リンゴやミカンと異なり、バナナは日本国内に産地が無く、日本人にとっては輸入果実として都会的な香りがすると共に親しみのあるフルーツであること、商品名に少女の名前を喚起させるような「奈」の漢字を当てたことも消費者に支持されるネーミングとなった。
商品パッケージサイズをA4サイズにしたことで、サラリーマンが持つアタッシュケースに収まり、これが東京へ出張してきたサラリーマンが「土産袋を持ち歩きたくない」という心理にも合致することになった。
新型コロナウイルス感染症の流行による出張の激減に伴う需要減に対応して、2020年4月8日から大阪市で販売を始める予定であったが、緊急事態宣言を受け中止となった。4月21日、公式オンラインショップ「パクとモグ」にて、8月末まで臨時販売を行った。その後、6月上旬から約1ヶ月間『東京ばな奈ラッコ コーヒー牛乳味』を通信販売、盛岡駅と仙台駅では出張販売を実施。また7月12日から、全国のセブン-イレブンにて数量限定で販売。以降も全国各地で出張販売するなど、販路を拡大していった。

## 東京ばな奈シリーズ
- 東京ばな奈「見ぃつけたっ」
たっぷりのバナナカスタードをふんわりとしたスポンジ生地で包んだバナナ型の菓子。賞味期限は購入日を含めた7日。
- 東京ばな奈がぉーキャラメル味、「見ぃつけたっ」
キャラメルバナナカスタードクリームがキャラメル風味、色のスポンジで包まれている。2011年8月10日に20周年を記念して発売。
- 東京ばな奈ハート メープルバナナ味、「見ぃつけたっ」 
ハートの模様が入ったスポンジケーキでメープル風味のバナナカスタードクリームをくるんだもの。
- 東京ばな菜の花　バナナシェイク味、「見ぃつけたっ」
ミルク風味のバナナカスタードクリームをバニラの香りの5瓣の黄色い花柄のスポンジケーキでふんわり包んだ製品。
- 東京ばな奈ラッコ コーヒー牛乳味、「見ぃつけたっ」
コーヒー牛乳風味のバナナクリームをラッコが描かれたスポンジケーキで包んでいる。
- 米粉だょ!東京ばな奈もちふわ、「見ぃつけたっ」
国産米粉でもちふわに焼きあげたウサギ印のグルテンフリーなバナナカスタード味のスポンジケーキ
- 東京チョコばな奈
チョコレートの中にバナナクリームが入っている。夏季（5月中旬 - 9月中旬）限定で、バナナミント味の「夏チョコ」となる。
- 東京ばな奈パイ
バナナ味のビスケット生地とパイ生地を折り重ねてある。
- 生シュークリーム
生クリームとバナナカスタードのシュークリーム。
- 東京ばな奈のレーズンサンド
ラムレーズンを練り込んだバナナガナッシュを、バナナの香りのクッキーにサンドしてある。
- 和菓子になった東京ばな奈
しっとりとした皮の中にバナナあん入り。
- しっとりクーヘン
3層の生地を重ねてしっとり焼き上げたバウムクーヘン。
- 東京ばな奈しっとり生クーヘン
- 東京ばな奈バウムブリュレ
- 東京ばな奈のロールケーキ＜チョコバナナ＞
- 東京ばな奈ゴーフレット「見ぃつけたっ」
- 東京ばな奈のアイとサチ（2008年8月新商品）
- アイスモナカ

## 過去に発売された商品

### 黒ベエ
- 東京ばな奈の黒ベエ
たっぷりのバナナカスタードをほろ苦い黒ココアのスポンジ生地で包んだ菓子。
- チョコレートパイ
328層に折り重ねたココア味のパイ生地に、チョコレートを巻き込んである。
- しっとりクーヘン
チョコバナナ生地と黒糖ココア生地の2層からなる。
- どらやき
- 黒ごまパイの黒ベエ
- 黒ベエレーズン